# Limnatis paluda
Limnatis paluda ist der Name einer Art im Süßwasser lebender Blutegel aus der Ordnung der Kieferegel, der als zeitweiliger Endoparasit in Mündern und Atemwegen bei Säugetieren wie auch beim Menschen Blut saugt. Er ist im Mittleren Osten verbreitet.

## Merkmale
Limnatis paluda wird etwa 2,4 bis 6,6 cm lang und bis zu 8,5 mm breit. Er hat einen beigefarbenen bis bräunlichen, bräunlich-gelben oder bräunlich-grünen Rücken, meist ohne oder auch mit schwach orangefarbenen oder gelben Längsstreifen, und eine Bauchseite mit derselben oder einer geringfügig blasseren Färbung. Beide Saugnäpfe sind groß. Der hintere Saugnapf ist mehr oder weniger deutlich breiter als die breiteste Stelle des Rumpfes. Der Kopf ist recht breit: Die Körperbreite am Schlund beträgt meist über die Hälfte der maximalen Körperbreite.
An jedem der drei sehr kleinen, weichen Kiefer sitzen zahlreiche Papillen sowie in jeweils einer Reihe (monostichodont) 30 bis 47 Zähne. Diese können Schleimhäute von Säugetieren, nicht jedoch deren Fell oder Menschenhaut durchbeißen. Zwischen den Zähnen befinden sich Papillen, die wahrscheinlich der Speichelproduktion dienen. Die Vorderlippe des Mundsaugnapfes ist bauchseitig auf der gesamten Länge gefurcht. Der Speichermagen hat in jedem Segment je 2 Paar stark gelappte Blindsäcke. Die Geschlechtsteile der zwittrigen Tiere weisen ein nur kleines männliches Atrium und eine kurze, kleine Vagina auf.

## Verbreitung und Lebensraum
Der Limnatis paluda ist in Binnengewässern des Mittleren Ostens verbreitet und ist durch Funde in Saudi-Arabien, Jemen, Pakistan und Kasachstan nachgewiesen.

## Ernährung
Limnatis paluda ernährt sich vom Blut verschiedener Wirbeltiere. Die Haut von Säugetieren ist für die Kiefer dieses Egels zu dick, weshalb die jungen Blutegel auf Gelegenheiten warten, dass Säuger zum Trinken an eine Quelle oder ein Wasserloch kommen und Mund und Nase ins Wasser tauchen. Die Egel setzen sich oft in größerer Zahl an der Mundschleimhaut und den oberen Atemwegen fest und verbleiben teilweise wochenlang in ihrem Wirt, wo sie sich mehrfach an dessen Blut satttrinken. Nicht nur Haustiere wie beispielsweise Haushunde, sondern auch Menschen werden befallen. Sind die Egel an den Schleimhäuten des Wirtes genug gewachsen, verlassen sie ihn an der nächsten Wasserstelle.

## Lebenszyklus
Limnatis paluda ist wie alle Gürtelwürmer ein Zwitter. Die Paarung, bei der sich zwei Egel gegenseitig begatten, findet in einem Gewässer statt, wozu die Parasiten ihren Wirt verlassen müssen. Beide Partner bilden mithilfe des Clitellums einen Kokon und legen in diesen ihre Eier. Aus dem Kokon schlüpfen fertige kleine Egel, die auf die Gelegenheit warten, dass ein durstiges Säugetier kommt und seine Nase in das Gewässer taucht, um so zum Wirt dieses Parasiten zu werden.